# Porte Berger
La porte Berger est une voie piétonne située dans le 1er arrondissement de Paris, en France.

## Situation et accès
Accès au niveau du sol, conduisant au secteur Forum des Halles et ensemble des escaliers et des paliers (places desservant des magasins et diverses voies) des différents niveaux situés à la verticale de cet accès ainsi qu’une galerie, finissant en impasse, au niveau -3, la porte Rambuteau comporte les tronçons suivants :
1. 1er tronçon : rue Berger au droit du passage des Lingères ;
2. 2e tronçon : au niveau -1, desservant le Grand Balcon ;
3. 3e tronçon : au niveau -2, desservant le balcon Saint-Eustache ;
4. 4e tronçon : au niveau -3, entre le passage des Verrières, la place Basse et la rue de l'Arc-en-Ciel.

## Origine du nom
La porte tient son nom de la rue Berger qu'elle dessert, laquelle porte le nom de Jean-Jacques Berger, préfet de la Seine.

## Historique
Cet accès a été créé lors de l’aménagement du secteur Forum des Halles.